# Alchemilla subsericea
Alchemilla subsericea é uma espécie de rosácea do gênero Alchemilla, pertencente à família Rosaceae.